# Symonanthus bancroftii
Symonanthus bancroftii är en potatisväxtart som först beskrevs av Ferdinand von Mueller, och fick sitt nu gällande namn av L. Haegi. Symonanthus bancroftii ingår i släktet Symonanthus och familjen potatisväxter. Inga underarter finns listade i Catalogue of Life.